# Discman

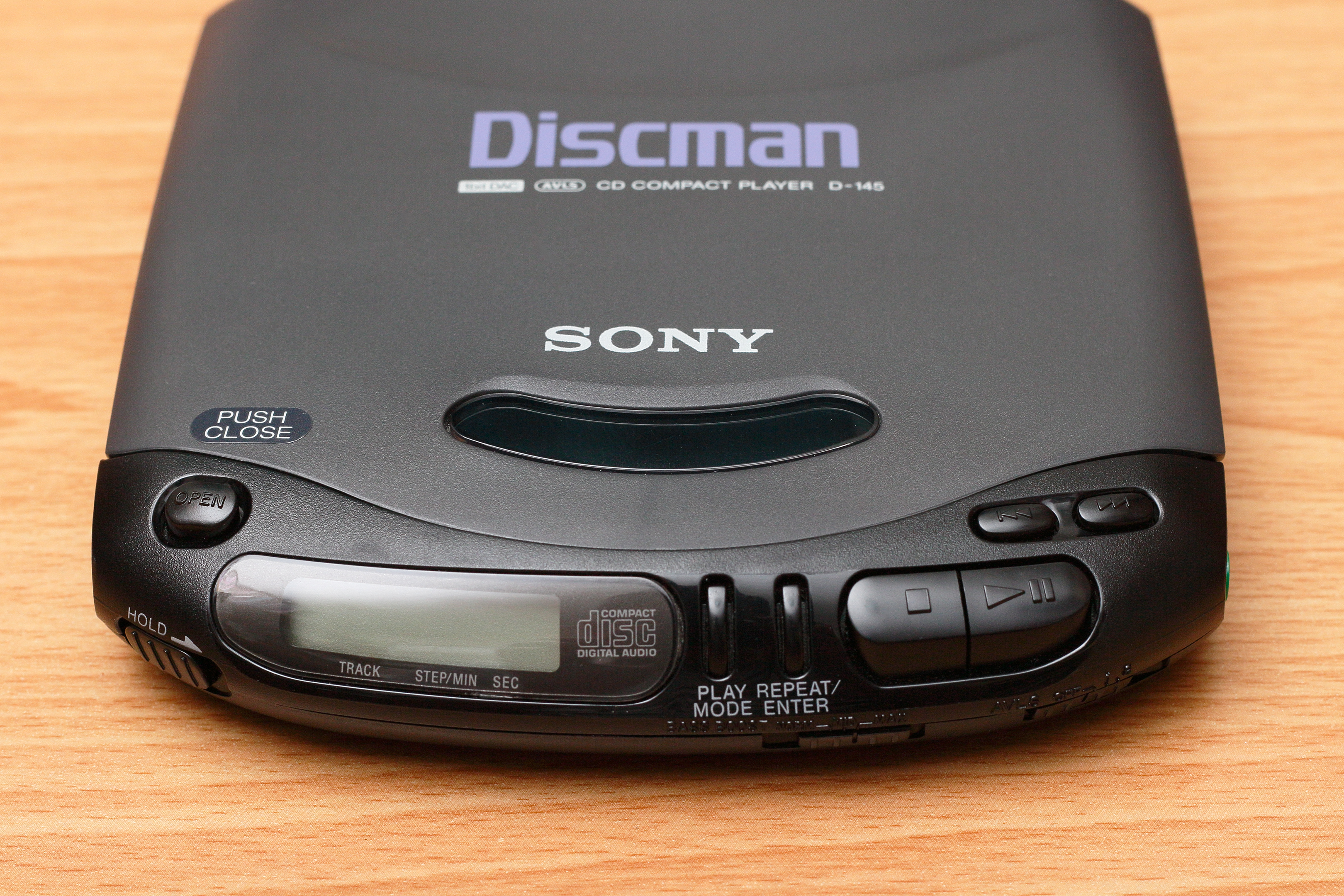
Discman модель D-145 (1995)

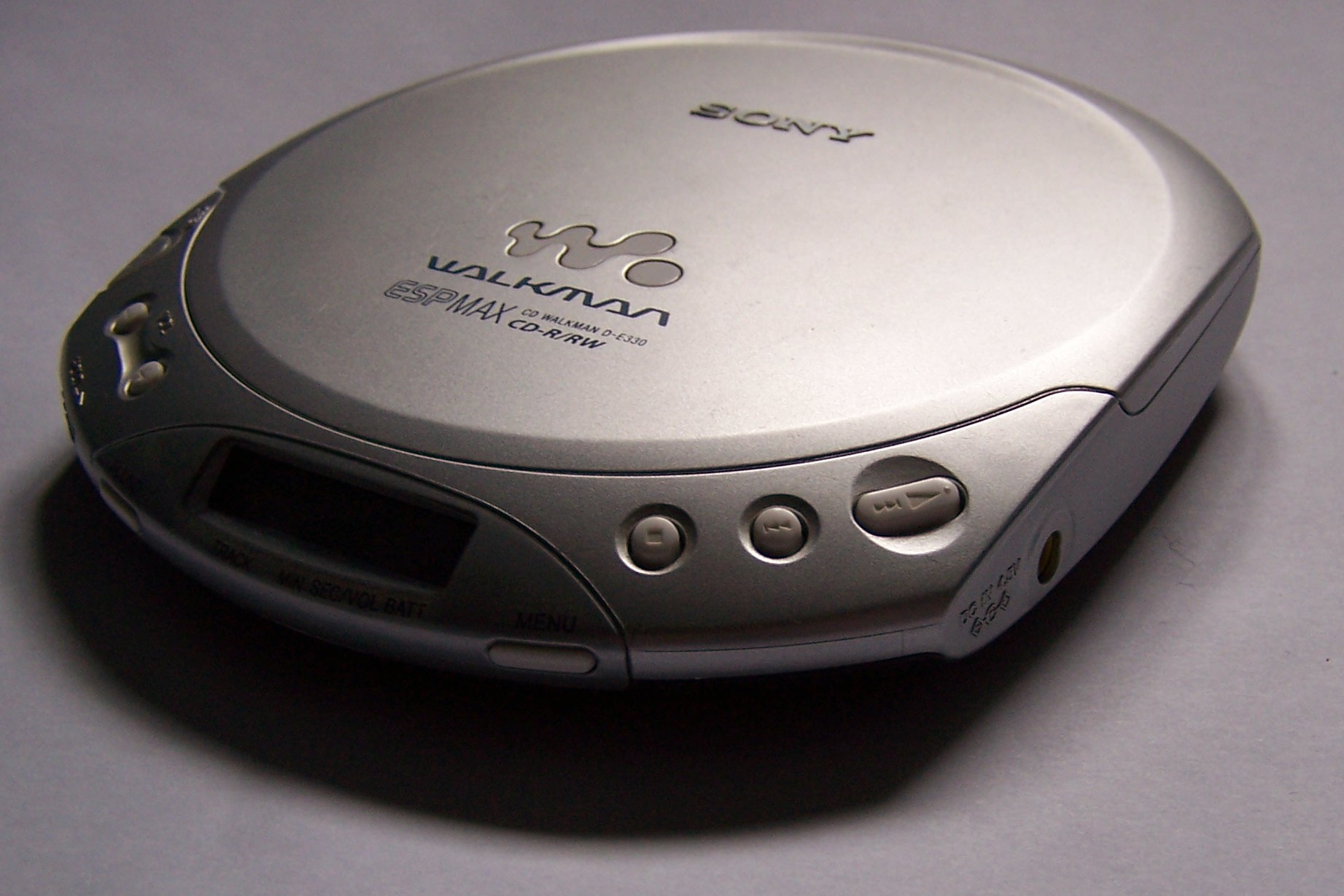
CD Walkman модель D-E330 (2002)

Discman був торговою маркою Sony для портативних програвачів компакт-дисків. Перший Discman, Sony D-50 або D-5 (у деяких регіонах), був випущений у 1984 році. З тих пір назву бренду було змінено на CD Walkman, спочатку для японських лінійок, випущених в період з жовтня 1997 року по березень 1998 року.

## Передмова
До розробки компакт-диска, домінуючою формою зберігання аудіо в тодішній індустрії портативних аудіо-записів була касета. У 1979 році Sony представила Walkman в Японії. Коли Sony почала усвідомлювати потенціал компакт-дисків, керівники наполягали на тому, щоб надати ринку програвачів компакт-дисків більше значення, знизивши поріг від аудіо-ентузіастів до середньостатистичних людей.

## Розробка

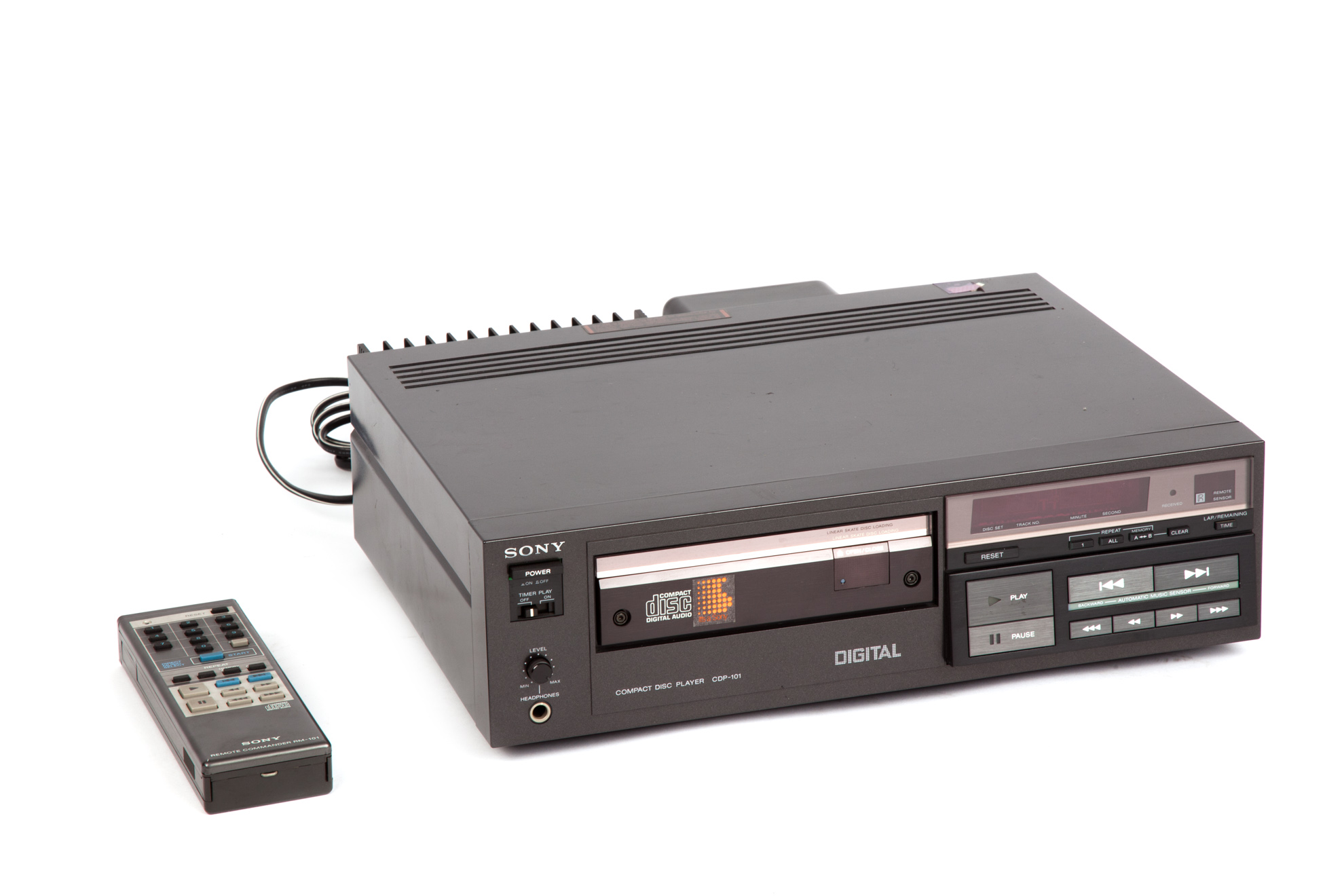
Для порівняння: Sony CDP-101

Спираючись на дизайн програвача компакт-дисків CDP-101, який був випущений у 1982 році, Sony працювала над покращенням дизайну, зменшенням потужності та кількості необхідних деталей, одночасно зменшуючи загальний розмір програвача, а також зменшуючи вартість від 50 000 до 60 000 єн у так званому «CD CD Project», що означає «Compact Disc Cost Down Project» (Проект зниження вартості компакт-дисків).
Початкова мета полягала в тому, щоб створити програвач розміром еквівалентного чотирьох коробок для компакт-дисків, покладених один на одного. Співробітникам, щоб проілюструвати фізичні розміри, до яких вони прагнули показали шматок дерева діаметром 13,4 см і товщиною близько 4 см. Завершена конструкція не передбачала джерела живлення, тому мала коаксіальний роз’єм на 9 В (позитивний зовнішній) на задній панелі. Це дозволило використовувати настінний адаптер, EBP-9LC, чохол для перенесення, який містив 6 основних батарейок C або акумулятор із можливістю заряджання на місці. Крім того, був доступний AC D50, який кріпився на задній панелі D-5/D-50 і дозволяв живити його від змінного струму на 110/120/220/240 В 50/60 Гц 9 Вт з вихідним струмом до 500 мА. AC D50 також мав аудіо вихід на лінійному рівні, представлений у вигляді двох гнізд RCA.

## Випуск

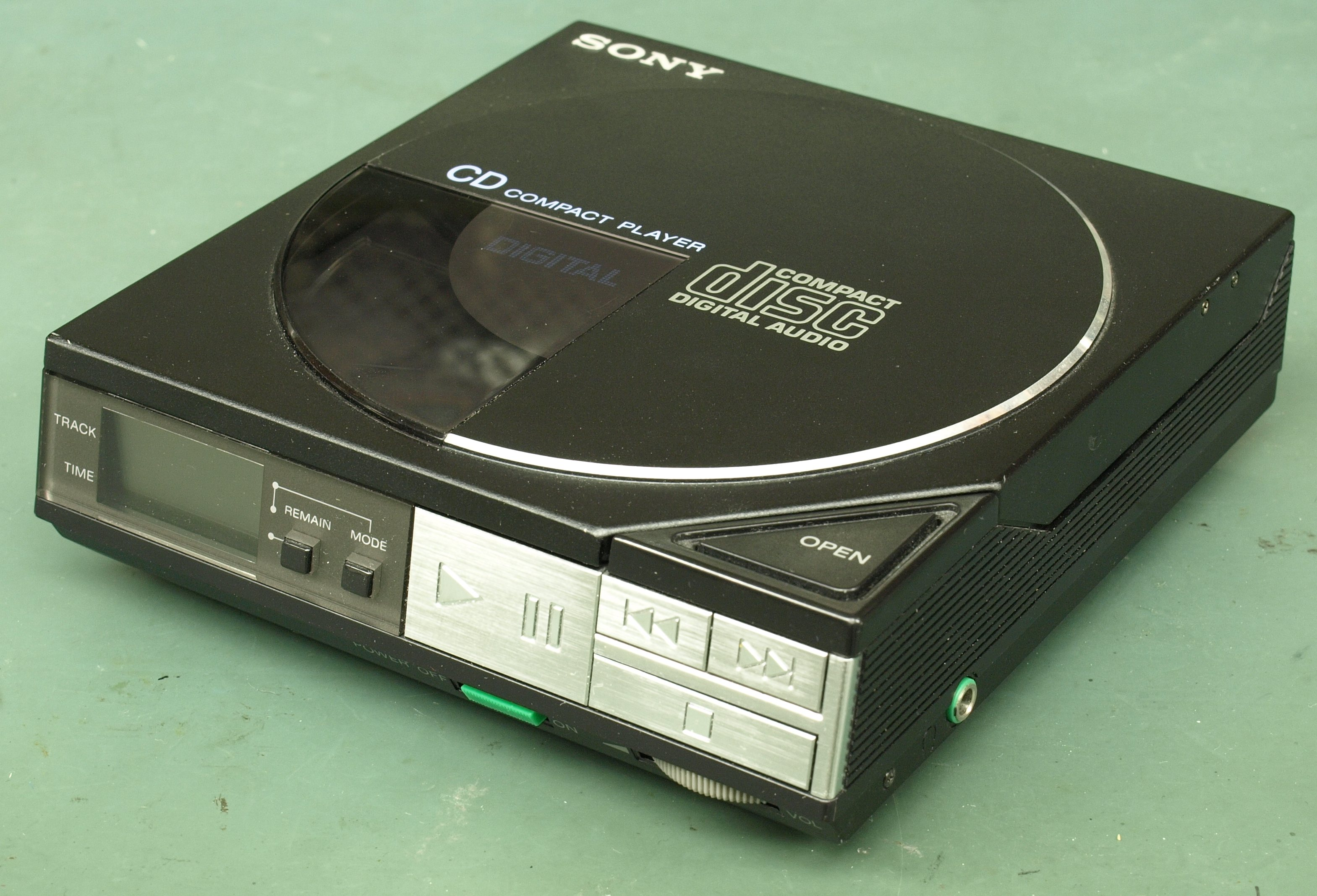
Sony D-50/D-5 Discman

D-50/D-5 був випущений в листопаді 1984 року, через два роки після початку масового виробництва компакт-дисків. Пристрій мав ту ж функціональність, що й повнорозмірний програвач CDP-101, але був без пульта дистанційного керування. D-50/D-5 продавався за 49 800 єн  (350 доларів у 1984 році), приблизно вдвічі дешевше CDP-101. Пристрій успішно викликав інтерес громадськості до компакт-дисків, підвищивши їх популярність, і за півтора року D-50/D-5 став прибутковим. 
Ранні виробничі одиниці D-50/D-5 не мають бренду Discman і називалися CD Compact Player. Бренд Discman потім був наділений D-50/D-5 через його портативність і схожість з Walkman. Відтоді назва бренду використовувалася для позначення портативних програвачів компакт-дисків Sony до 1997 року.

## Вплив
Випуск D-50/D-5 викликав інтерес людей до компакт-дисків як аудіоформату та до аудіоіндустрії загалом. Був створений ринок портативних компакт-дисків, і ціни на програвачі інших виробників впали. Індустрія компакт-дисків зазнала раптового зростання, коли кількість доступних програвачів компакт-дисків різко зросла. 

## Версії

### Intelligent Discman
Intelligent Discman була лінійкою програвачів Discman, які відтворювали диски формату CD-i.

### Video CD Discman
Video CD Discman, пізніше перейменований як VCD Walkman, був лінійкою портативних VCD-плеєрів. Вони здатні виводити аудіо з відео компакт-дисків, але оснащені додатковим 3,5-мм виходом для RCA аудіо/відео] .

### CD-ROM discman
І Sony, і Panasonic випустили кілька портативних програвачів компакт-дисків з роз'ємом для карти PCMCIA для використання в якості зовнішнього приводу компакт-дисків на комп'ютері, хоча і з нижчою швидкістю, ніж спеціальні дисководи.

### DVD Discman
DVD Discman, пізніше перейменований як DVD Walkman, був лінійкою портативних DVD-програвачів.

## Sony D-50/D-5 галерея

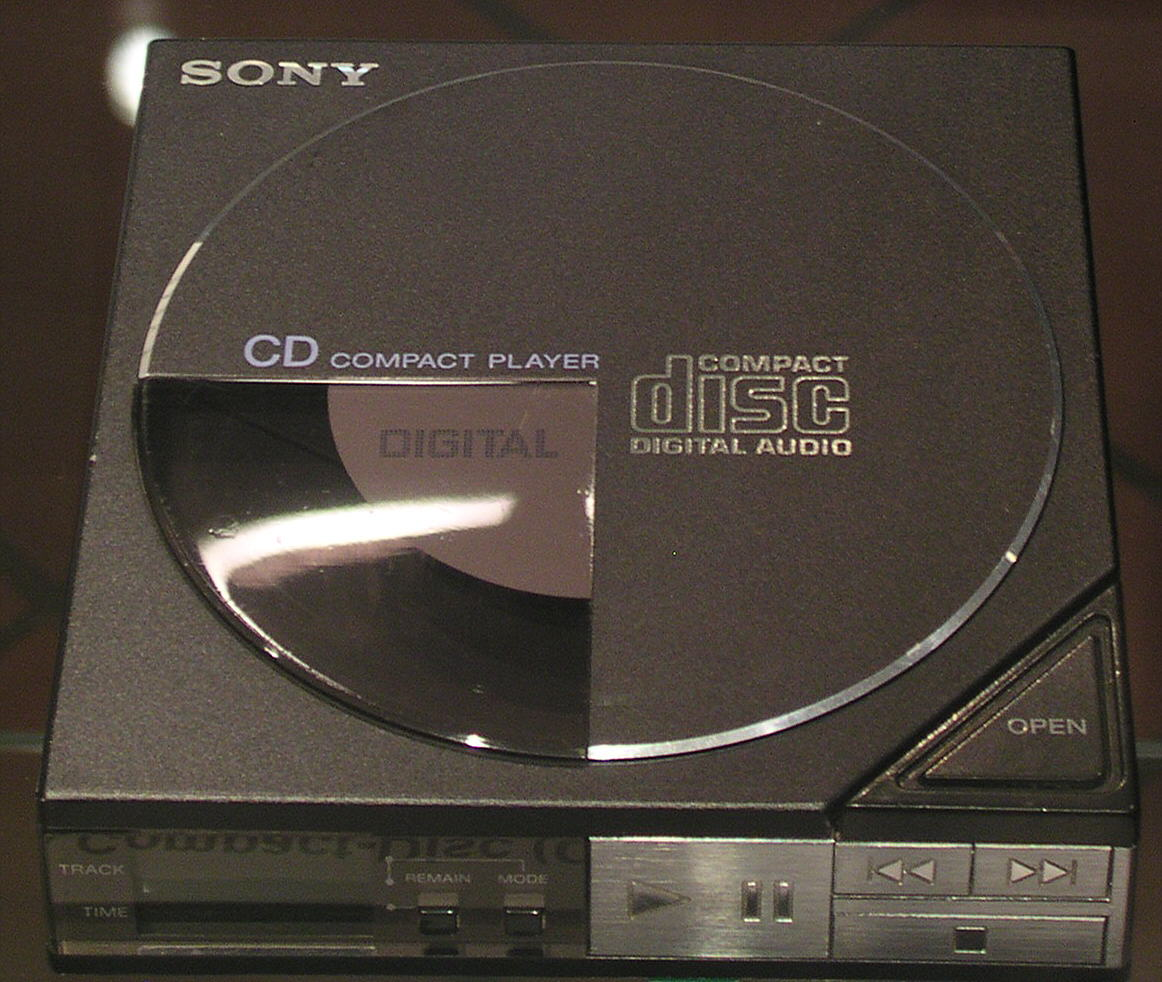
Sony D-50 без бренду Discman.
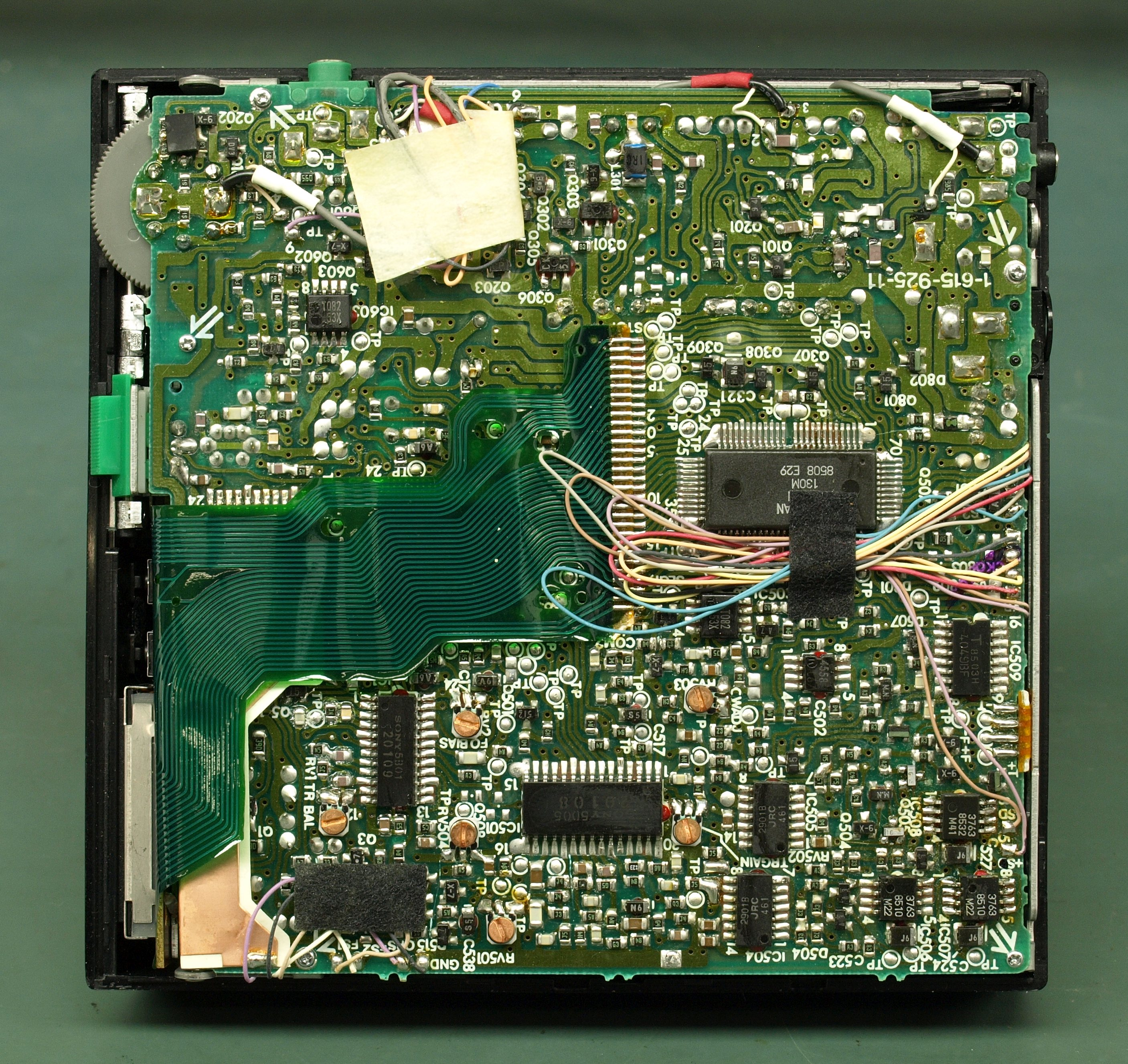
Sony D-50зі знятою задньою кришкою, відкриваючи основну друковану плату.
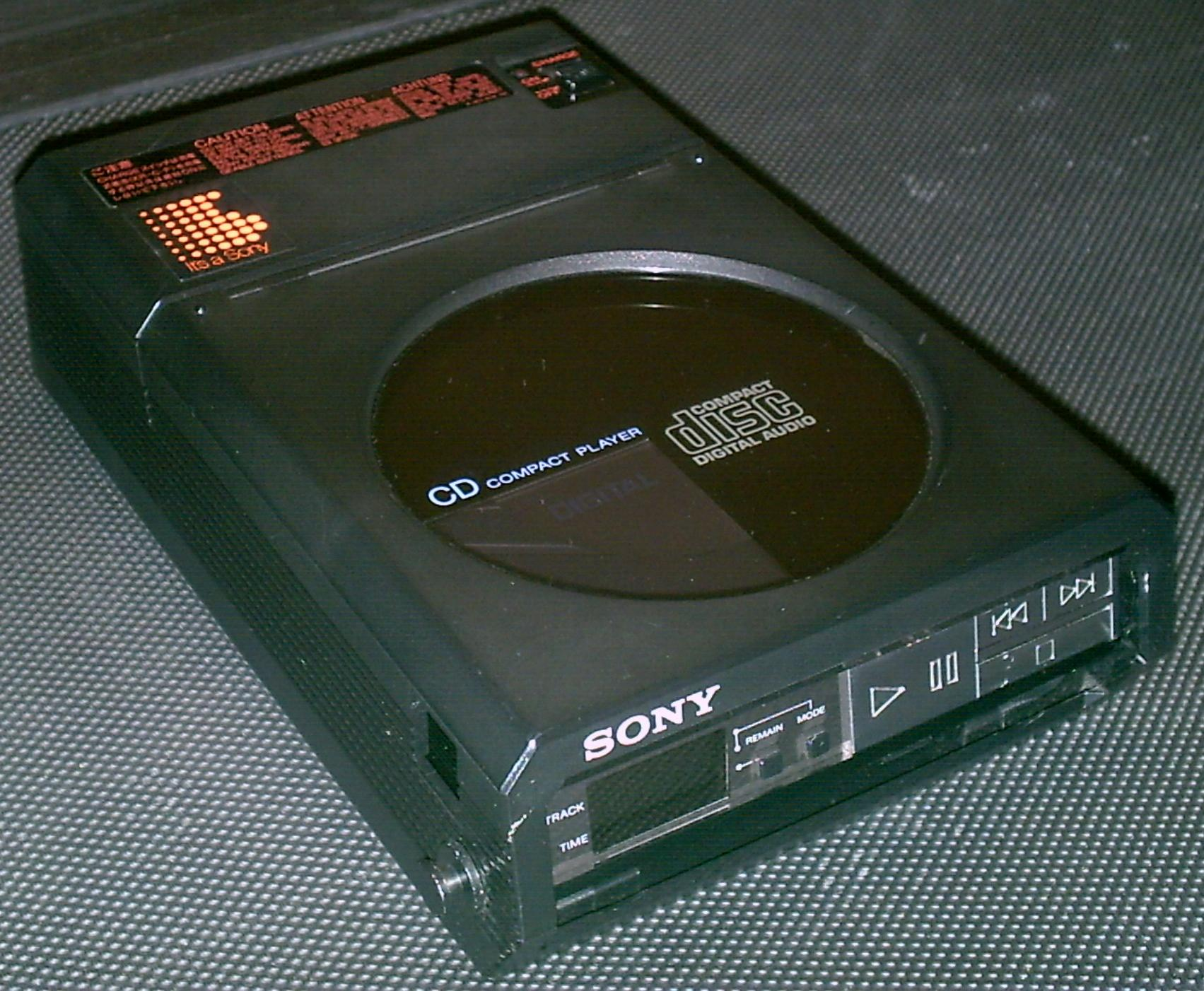
Sony D-50 з додатковою акумуляторною станцією.
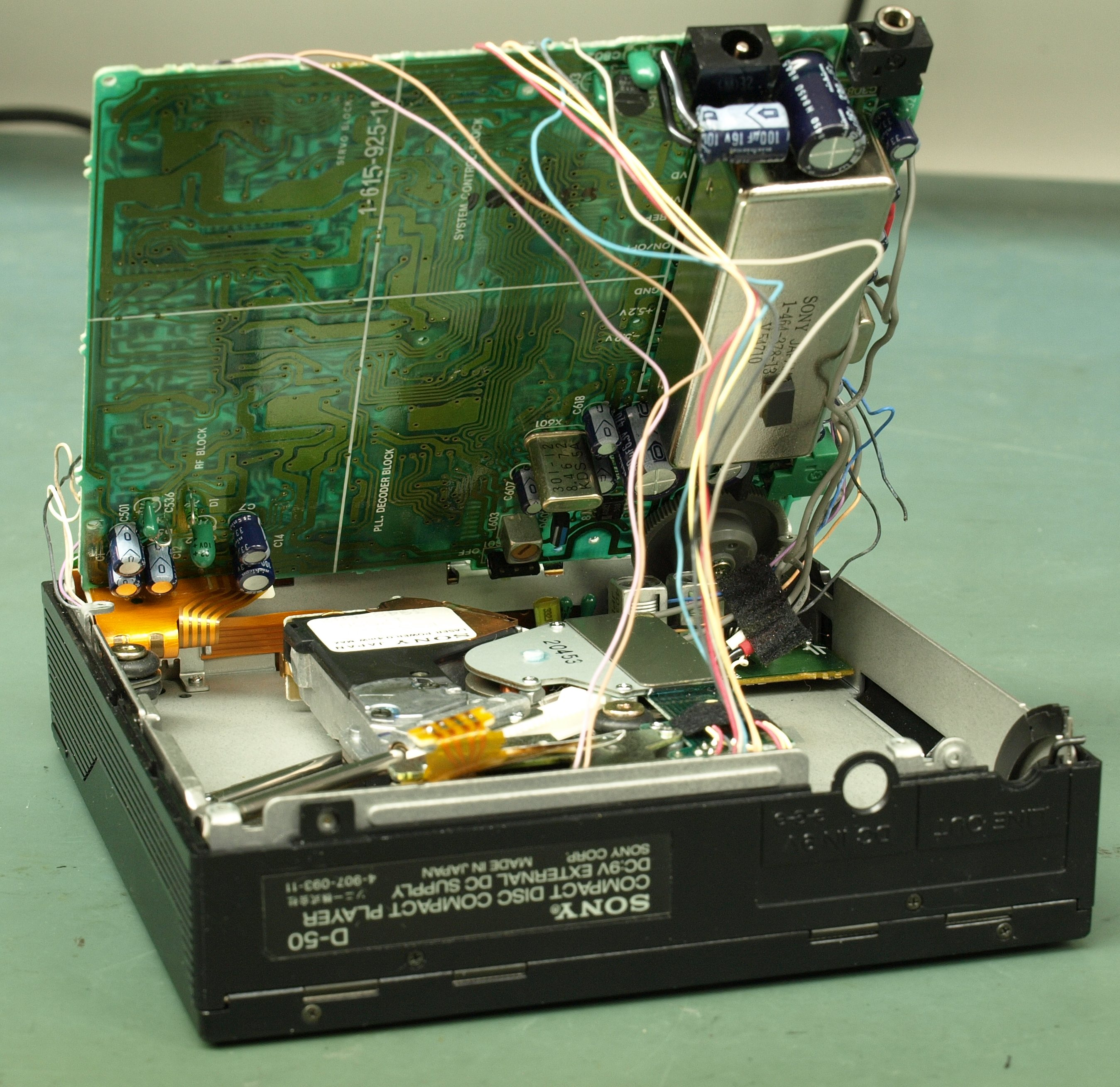
Sony D-50 з перевернутою основною друкованою платою.